# فرانثيسكو جونثاليث دي كوسيو مارتينيث
فرانثيسكو جونثاليث دي كوسيو مارتينيث ‏ (1941 - ) اقتصادي مكسيكي. هو اقتصادي، وعضو في الحزب الثوري المؤسساتي، وعضو في الخدمة الخارجية المكسيكية منذ عام 1983. كما شغل منصب القنصل العام للمكسيك في هيوستن ودنفر وكوربوس كريستي؛ وتولى منصب السفير المكسيكي لدى كل من المملكة العربية السعودية والأردن وسلطنة عمان.